# Jorge Detona
Jorge Detona (Federación, Argentina; 21 de mayo de 1986) es un futbolista argentino. Juega en la posición de delantero y su equipo actual es Club Deportivo Juventud Unida del Torneo Regional Federal Amateur.

## Trayectoria
Debutó a los 15 años en el Club Social y Deportivo Federación de la sexta división argentina.
Antes de la temporada 2008, fichó por el Deportivo Maipú de la tercera división argentina .
Antes de la temporada 2010, fichó por Naval en la segunda división chilena después de jugar para el club Andes Talleres de la quinta división de siu país, pero se fue debido al Terremoto de Chile de 2010.
En 2014 fichó por el Nacional Potosí en la máxima categoría boliviana luego de jugar en el equipo argentino de cuarta división, Alianza Coronel Moldes, donde jugó 3 partidos ligueros y anotó 0 goles.
En la temporada 2017 fichó por Olmedo de Ecuador luego de jugar con el Juventud Alianza de la cuarta división de argentina .
En 2018 fichó por Gualaceo de la Serie B de Ecuador después de casi fichar por DPMM, el club más exitoso de Brunéi.
En 2020 fichó por Olmedo de la Serie A de Ecuador, donde disputó 8 partidos ligueros y anotó 1 gol.

## Clubes
| Club                          | País      | Año         |
| ----------------------------- | --------- | ----------- |
| Colegiales                    | Argentina | 2007        |
| Deportivo Maipú               | Argentina | 2008        |
| Guaymallén                    | Argentina | 2008        |
| Andes Talleres                | Argentina | 2009        |
| Naval de Talcahuano           | Chile     | 2010        |
| Andes Talleres                | Argentina | 2010        |
| Atlético Colegiales           | Argentina | 2011        |
| Huracán (Las Heras)           | Argentina | 2011-2012   |
| Andes Talleres                | Argentina | 2012-2013   |
| Coronel Moldes                | Argentina | 2013-2014   |
| Nacional Potosí               | Bolivia   | 2014        |
| Atlético Güemes               | Argentina | 2015        |
| Juventud Alianza              | Argentina | 2016        |
| C. D. Olmedo                  | Ecuador   | 2017-2018   |
| Gualaceo S. C.                | Ecuador   | 2018        |
| Manta F. C.                   | Ecuador   | 2019        |
| Olmedo                        | Ecuador   | 2020        |
| Chacaritas F. C.              | Ecuador   | 2021        |
| Deportivo Quito               | Ecuador   | 2022 - 2024 |
| Sanorama F.C.                 | Ecuador   | 2024        |
| Club Deportivo Juventud Unida | Argentina | 2024 - act. |